# Boil Banov
Boil Banov (en bulgare : Боил Банов), né le 26 mai 1971 à Sofia, est un metteur en scène et homme politique bulgare. 
Il est notamment ministre de la Culture de la Bulgarie de 2017 à 2021.